# Polystachya anastacialynae
Polystachya anastacialynae är en orkidéart som beskrevs av Fischer, Killmann, J.-p.Lebel och Delep. Polystachya anastacialynae ingår i släktet Polystachya och familjen orkidéer. Inga underarter finns listade i Catalogue of Life.